# Chimborazo (vulkaan)
De Chimborazo is met 6.263,47 meter boven de zeespiegel de hoogste (dode) vulkaan in de Andes en tevens de hoogste berg van Ecuador. De berg ligt in de gelijknamige provincie, ongeveer 200 kilometer ten zuiden van de evenaar.

Sterk overdreven vergelijking van het hoogste punt (groen), het hoogste vanaf de basis (oranje), het verste punt van de aardas (roze) en het verste punt van het middelpunt van de aarde, de vulkaan Chimborazo (blauw)

Omdat de hoogte van een berg traditioneel wordt gemeten vanaf zeeniveau, wordt de Mount Everest (8.848 meter) beschouwd als de hoogste berg op aarde. Men zou echter evengoed kunnen stellen dat de hoogste berg op aarde de berg is die het verst verwijderd is van het middelpunt van de aarde. Volgens deze definitie is de Chimborazo de hoogste berg op aarde; met zijn top op een afstand van 6.384 km van het middelpunt van de aarde is hij meer dan 2 km hoger dan de Mount Everest (6.382 km). Dit komt doordat de diameter van de aarde het grootst is op de evenaar, wat een gevolg is van het feit dat de aarde een ietwat afgeplatte bolvorm heeft. (De straal van de aarde is aan de evenaar ongeveer 21 km langer dan aan de polen) 
De Chimborazo wordt tezamen met de Cotopaxi-vulkaan ook wel de "besneeuwde Andesreuzen" genoemd omdat er eeuwige sneeuw op hun toppen ligt.
Centraal op het wapen van Ecuador staat de vulkaan afgebeeld.
De dichtstbijzijnde steden zijn Riobamba (ongeveer 30 kilometer ten zuidoosten), Ambato (ongeveer 30 kilometer ten noordoosten) en Guaranda (ongeveer 25 kilometer ten zuidwesten).

## Galerij

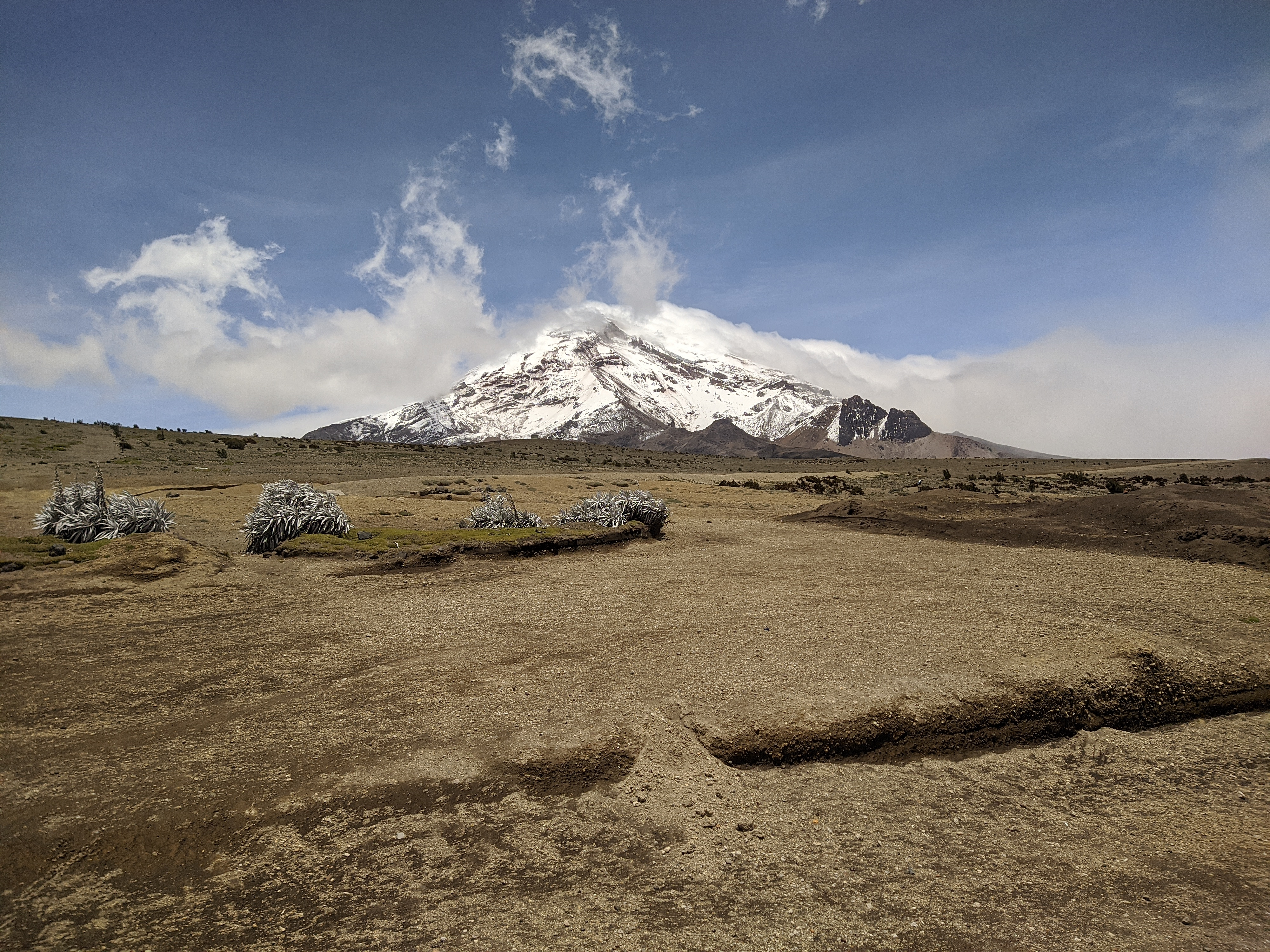
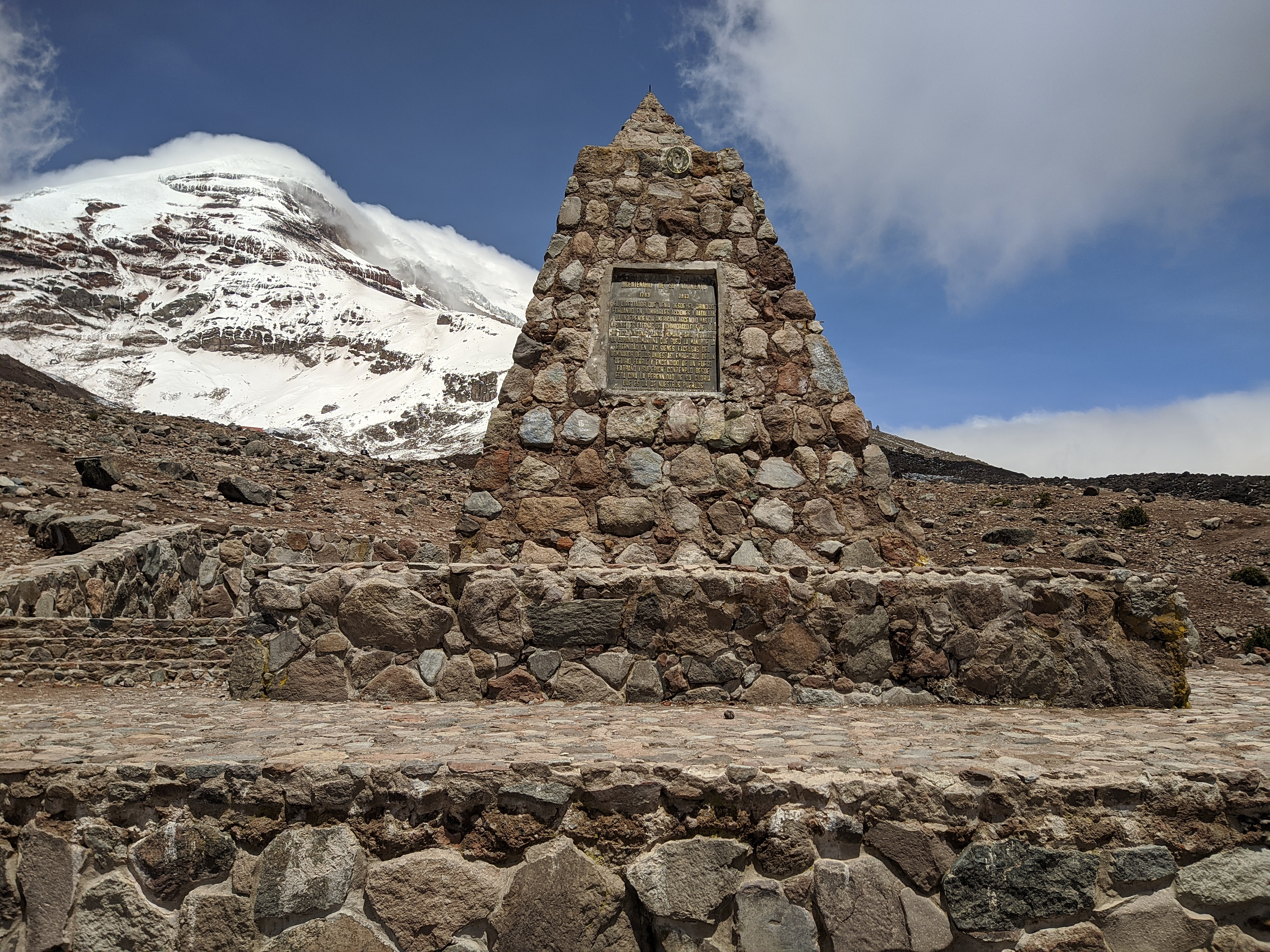